# 倪良
倪良，字大成，江西饒州府樂平縣長城鄉人，明朝政治人物、進士出身。

## 生平
江西鄉試九十一名。永樂十年（1412年）壬辰科會試八十名，殿試登進士第三甲第二十三名，授廣西岑溪縣知縣。

## 家族
曾祖倪子和。祖父倪世傑。父亲倪永碩，曾任見任雷州府儒學訓導。